# Yaginumaella thakkholaica
Yaginumaella thakkholaica là một loài nhện trong họ Salticidae.
Loài này thuộc chi Yaginumaella. Yaginumaella thakkholaica được Marek Żabka miêu tả năm 1980.